# Mondfinsternis vom 21./22. April 686 v. Chr.
Die in babylonischen Quellen notierte Mondfinsternis vom 21./22. April 686 v. Chr. gehört zur Gattung der ACT-Texte. Besondere Bedeutung erlangte diese Aufzeichnung durch Bezug auf den assyrischen König Sanherib. Heute befindet sich die Keilschrifttafel BM 35789 im British Museum zu London.

## Babylonische Erwähnung
Bei dem erwähnten astronomischen Ereignis handelte es sich um eine partielle Mondfinsternis, die aufgrund der Angaben im Keilschrifttext genau zu datieren war. Die Mondfinsternis fiel in ein Schaltjahr des babylonischen Kalenders und begann in Babylonien etwa um 1:25 Uhr des 22. April 686 v. Chr. Der Schreiber des babylonischen Keilschrifttextes vermerkte die genaue Zeitangabe der Mondfinsternis:

„[Sin-aḫḫe-eriba 3. Jahr (als König von Babylonien)]: Zweiter Monat (?). [..5] Monate vor [Ululu II], [...] (Beginn) 100 deg (etwa 400 Minuten) nach Sonnenuntergang.“